# Joe Butler

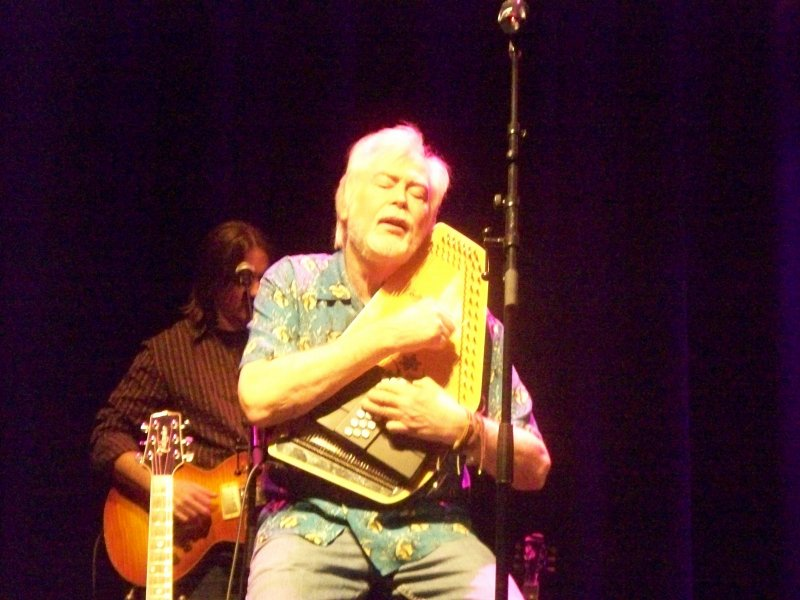
Butler em 2011 em show do The Lovin' Spoonful.

Joe Butler (Long Island, 16 de setembro de 1941) é um músico e fundador da banda de rock norte-americana The Lovin' Spoonful.
Baterista e vocalista, ele começou a carreira artística na banda em 1965 e quando esta interrompeu seus shows ao vivo em 1968, ele passou a integrar o elenco do musical Hair, na Broadway. Depois que suas aspirações de uma carreira nas artes cênicas arrefeceram, Butler integrou-se definitivamente ao The Lovin' Spoonful e passou a tocar harpa, guitarra, bateria e fazer os vocais da banda, integrando o grupo até os dias de hoje. 
A partir de 1991, ele assumiu os vocais da banda no lugar da bateria.